# Blauvioletter Scheibenbock
| | |
| Bild 1: Vordertarsen T: Schiene (Tibia) K : Krallen 1: 1. Tarsenglied 2: 2. Tarsenglied rot umrandet: 3. Tarsenglied massiv gelb: 4. Tarsenglied grün unterlegt: 5. Tarsenglied | Bild 2: Unterseite Vorderbrust K: Kopf (Caput) V: Vorderbrust (Sternum des Prothorax) gelb begrenzt: Fortsatz der Vorderbrust H: Hüfte (Coxa) S: Schenkel (Femur) |

Der Blauviolette Scheibenbock (Callidium violaceum), auch Veilchenbock genannt, ist ein Käfer aus der Familie der Bockkäfer. Der deutsche Name birgt die Gefahr der Verwechslung mit dem „Blaufarbenen Scheibenbock“, auch „Blauer Scheibenbock“ (Callidium aeneum) genannt. 

## Bemerkungen zum Namen und zur Systematik
Die Art wurde 1758 von Linné erstmals beschrieben und als Nr. 43 in die Gattung Cerambyx eingeordnet. Die Beschreibung lautet: Cerambyx thorace mutico subrotundo, corpore violaceo, antennis mediocribus  (lat. Bockkäfer, Brust unbewehrt und rundlich, Körper violett, Fühler mittellang). Da die Charakterisierung der Brust auf alle Scheibenböcke zutrifft, erhielt die Art von Linné den lateinischen Namen Cerambyx violaceus (Violetter Bockkäfer). 
Die Gattung Callidium (von altgr. κάλλος kállos, Schönheit und ίδιος ídios, eigen) wurde 1775 von Fabricius anhand des Baus der Mundwerkzeuge als 50. Gattung aufgestellt. Im deutschen wird der Gattungsname gewöhnlich mit Scheibenbock wiedergegeben. Die Gattung umfasst in Europa drei Arten, weltweit über dreißig Arten, die teilweise in Untergattungen zusammengefasst sind.

## Merkmale des Käfers
Der durch die Färbung von Kopf, Halsschild und Flügeldecken metallisch violett oder blau bis blaugrün mattglänzende Käfer ist 8 bis 16 Millimeter lang. Er ist kurz rostbräunlich behaart. Der Körper und die Beine sind braun bis schwarzbraun.
Die Beine sind kräftig, die Schenkel an der Basis gestielt, dann keulenartig verdickt. Die Schienen tragen wie bei allen Bockkäfern zwei Endsporne. Die Tarsen sind scheinbar viergliedrig (pseudotetramer), denn das sehr kleine vierte Glied ist im Ausschnitt des dritten, gelappten Gliedes nur schwer erkennbar und wirkt wie die Basis des Klauenglieds (Bild 1). Die Krallen am letzten Tarsenglied sind an der Basis ohne Zähnchen. Die Hüften der Vorderbeine, die das vorderste Beinpaar mit der Vorderbrust verbinden, ragen zapfenförmig aus dieser hervor. Sie liegen nahe beieinander, berühren sich aber nicht. Die Aushöhlungen der Vorderbrust, in denen sie eingelenkt sind, sind nach hinten nicht geschlossen. Der Fortsatz der Vorderbrust, der die Gelenkhöhlen gegeneinander abgrenzt, ist so kurz, dass er nicht einmal die Mitte der Vorderhüften erreicht (Bild 2).
Der Kopf ist breiter als lang, die Mundwerkzeuge sind von oben großteils sichtbar. Die Augen sind stark ausgerandet und haben dadurch die Form einer Niere. Sie umfassen die Fühlerbasis teilweise, ihre Innenränder liegen einander näher als die Innenränder der Fühler. Die einzelnen Facetten der Augen sind bei zehnfacher Vergrößerung erkennbar. Der Kopf verjüngt sich hinter den Augen nicht deutlich. Die elfgliedrigen Fühler sind für Bockkäfer eher kurz, beim Männchen etwas länger, jedoch erreichen sie auch bei diesem bei weitem nicht das Körperende. Das zweite Fühlerglied ist deutlich kürzer als das dritte, das fünfte ist deutlich kleiner als das dritte und vierte zusammen. 
Der Halsschild ist breiter als lang (quer). Sein oberer flacher Teil, den man Scheibe nennt, ist großflächig ausgebildet, was der Gattung den Namen Scheibenbock eingetragen hat. Der Halsschild ist deutlich sichtbar grob punktiert mit drei glatten Fleckchen. Er ist am Vorderrand ausgerandet und weist hinten eine schmale Randleiste auf. Die Seiten sind deutlich gerundet.
Auch die blauen Flügeldecken sind grob und ziemlich gleichmäßig runzelig punktiert. Sie sind flach und bedecken den Hinterleib ganz. Ihre Seiten verlaufen parallel zur Körperachse und sind hinten gerundet, so dass sie gemeinsam einen Halbkreis bilden. An der Basis tragen sie Epipleuren, was C. violaceum gegenüber C. aeneum abgrenzt. Das Schildchen ist rundlich und gut erkennbar.

## Lebensweise und Biotop
|                          |                   |
| Bild 3: In Wartestellung |                   |
|                          |                   |
| Bild 4: Paarung          | Bild 5: Fraßgänge |

Die Imagines schlüpfen im Mai bis Juli. Sie verbleiben oft an den Plätzen, an denen sie sich entwickelt haben, so dass sich über Jahre am gleichen Ort zahlreiche Generationen entwickeln können. Aus Schweden sind Fälle bekannt, wo sich der Käfer bis zu 70 Jahre lang in verbautem Holz gehalten hat.
Die Männchen beziehen eine Warte mit guter Übersicht (Bild 3). Konkurrierende Männchen werden vertrieben, Weibchen werden verfolgt. Nach der Paarung (Bild 4) legen die begatteten Weibchen mit der Legeröhre die Eier in Rindenrisse. Entrindetes Holz wird nicht befallen und das Holz muss für den Befall noch hinreichend feucht sein. Die Larven haben verkümmerte Beine, die jedoch noch sichtbar sind. Bis auf die dunklen Mundwerkzeuge sind sie elfenbeinfarben bis weiß. Sie werden bis zu 17 Millimeter lang und bewegen sich robbend fort. Die Larven fressen direkt unter der Rinde sich verbreiternde Gänge (Bild 5). Diese sind bei allen Callidiumarten locker mit Bohrmehl gestopft. Dem sehr feinen hellen Genagsel sind dunkle Kotballen untergemischt, weswegen das Bohrmehl als marmoriert oder mit Salz- und Pfeffer-Charakter bezeichnet wird. Das Bohrmehl enthält nur wenige größere Späne. Die Bohrgänge sind sehr flach und breit, anfänglich etwa 1,5 Zentimeter, später bis doppelt so breit (Platzfraß). Sie sind scharfkantig, geschlängelt, kreuzen sich oft und verlaufen direkt unter der Rinde. Gegen Ende der Entwicklung wird ein hakenförmiger Gang senkrecht ins Holz gebohrt und die Puppenwiege angelegt. So kann das Holz bis in eine Tiefe von zehn Zentimetern geschädigt werden. Außerdem kann die Entwicklung hier auch in entrindetem und verbautem Holz erfolgreich abgeschlossen werden. Die geschlüpften Käfer arbeiten sich durch den Hakengang bis unter die Rinde zurück und nagen an dessen Ende Ausfluglöcher durch die Rinde. Die Ausfluglöcher sind abgeplattet oval, sechs bis acht Millimeter breit und halb so hoch.
Die Entwicklung dauert in Mitteleuropa gewöhnlich zwei Jahre, kann aber in wärmerer Umgebung auch in einem Jahr abgeschlossen werden.
In aller Regel wird nur Nadelholz befallen, gelegentlich jedoch auch Laubholz. Es genügen schon geringe Rindenreste für eine erfolgreiche Entwicklung, z. B. an Schwarten, die als Verpackungsmaterial benutzt werden. In Brennholzklaftern oder im Dachgestühl von Schuppen oder Heustadeln, bei denen nicht entrindetes Holz verbaut wurde, findet der Scheibenbock günstige Bedingungen und kann auch häufig auftreten. Insbesondere kann es beim Schlüpfen der Käfer zu einem nur wenige Stunden dauernden Massenauftreten kommen.

## Verbreitung
Die Art kam ursprünglich paläarktisch in Nord- und Mitteleuropa, Südosteuropa, Kleinasien, Syrien sowie in Sibirien über die Nordmongolei und Mandschurei bis Korea und Japan vor. Sie wurde auf den nordamerikanischen Kontinent eingeschleppt und wird heute als holarktisch eingestuft. Es sind Funde aus Neufundland, Ost-Kanada und Nordostamerika bekannt. Die Art wurde jedoch auch in Uganda eingeführt. In Australien wird die Gefahr der Einschleppung und Sesshaftwerdung als hoch eingestuft, der Käfer wurde in Verpackungsmaterial von Importwaren bereits gefunden. Durch entsprechende Behandlung wird darauf geachtet, dass der Käfer nicht mit Verpackungsmaterial aus Holz eingeschleppt wird. Auch in Neuseeland wird darauf geachtet, dass der Käfer nicht mit Verpackungsmaterial ins Land gelangt. Es ist anzunehmen, dass er bereits unerkannt weiter verbreitet ist.
In Mitteleuropa findet er sich in Nadelholzwaldungen der Ebene und der Gebirge bis zur Waldgrenze in subalpinen Lagen. Im Osten ist er häufiger als im Westen. Gebietsweise ist er jedoch selten bzw. unbekannt.

## Schaden und Schutz
Die Art wird in der Roten Liste von Sachsen-Anhalt als gefährdet eingestuft, in Schleswig-Holstein und Brandenburg steht sie als potenziell gefährdet auf der Vorwarnliste, in Mecklenburg-Vorpommern wird die Art als nicht gefährdet eingestuft. Der Platzfraß unter der Rinde schädigt das Holz zwar nur unwesentlich, die Puppenwiegen können jedoch bis zu 10 cm im Holz liegen. Insgesamt wird der Schaden, der durch Callidium violaceum verursacht wird, jedoch als gering eingestuft. Als Gegenmaßnahme genügt es, das gefällte Holz vollständig zu entrinden. Auch in Australien wird ein möglicher Schaden durch die Einschleppung als niedrig eingestuft. Die Art ist andererseits auch ökologisch bedeutsam für weitere Tierarten. So dienen z. B. die leeren Puppenwiegen solitären Hymenopteren als Brutstätte.